# Maḥallat al-Naṣârâ
Maḥallat al-Naṣârâ (quartier des chrétiens) est situé dans le secteur nord-est de la ville intramuros de Damas. 
Il comprend l'église Maryamiyya, siège du patriarcat orthodoxe d'Antioche.